# Sue Gibson
Susan „Sue“ Gibson (* 8. November 1952 in Derby, Derbyshire, England; † 27. Juli 2016) war eine britische Kamerafrau.

## Leben
Die 1952 in Derbyshire geborene Gibson erhielt im Alter von 14 Jahren ihre erste Kamera. Nach einem Bachelor-Abschluss in Künstlerischer Fotografie am Newport College of Art besuchte sie die renommierte National Film and Television School in Beaconsfield, an der sie 1981 ihren Abschluss machte. Daraufhin war sie zwei Jahre lang als Kameraassistentin tätig. Erste Erfolge konnte sie als Kamerafrau von Werbespots verbuchen, die ihr Berücksichtigungen bei den British Television Advertising Awards und bei den Internationalen Filmfestspielen von Cannes einbrachten.
Mit ihrer Kameraarbeit für den 1990 unter der Regie von Peter Chelsom gedrehten und beim Toronto International Film Festival uraufgeführten Film Hear My Song war sie erstmals an einem Spielfilm beteiligt. Für Hear My Song und ihren zweiten Spielfilm Secret Friends, der noch vor Chelsoms Film veröffentlicht wurde, erhielt Gibson 1993 den Evening Standard British Film Award in der Kategorie Beste technische oder künstlerische Leistung. Im Jahr 1997 folgte eine Zusammenarbeit mit der niederländischen Filmemacherin Marleen Gorris für die Virginia-Woolf-Verfilmung Mrs. Dalloway, in der Vanessa Redgrave die Titelrolle spielte. Daneben stand Gibson mehrfach für das britische und irische Fernsehen hinter der Kamera, so etwa bei der mehrteiligen Fernsehproduktion The Forsyte Saga (2002) und der BBC-Serie Spooks – Im Visier des MI5 (2002–2003). Bei Filmen wie Grasgeflüster (2000), Resident Evil (2002), Alien vs. Predator (2004) und Liebe braucht keine Ferien (2006) kam sie über die Jahre als Kamerafrau der Second Unit zum Einsatz.
Gibson war ab 1992 Mitglied der British Society of Cinematographers (BSC), in die sie als erste Frau aufgenommen wurde und der sie von 2008 bis 2010 als Präsidentin vorstand. Nebenbei unterrichtete sie auch Studenten an der National Film and Television School und am London College of Communication (LCC). Zuletzt arbeitete sie 2015 an vier Folgen der Fernsehserie Death in Paradise, ehe sie 2016 an Krebs verstarb.

## Filmografie (Auswahl)
- 1991: Secret Friends
- 1991: Hear My Song
- 1997: Mrs. Dalloway
- 1997: Bright Hair (TV-Film)
- 1998: Amongst Women (TV-Miniserie)
- 1999: Tube Tales
- 2001: Love Affairs – Nimm am besten was Du kriegst (Londinium)
- 2001: The Search for John Gissing
- 2002: Mrs Caldicot’s Cabbage War
- 2002: The Forsyte Saga (TV-Miniserie)
- 2002–2003: Spooks – Im Visier des MI5 (Spooks) (TV-Serie, sechs Folgen)
- 2005: 55 Degrees North (TV-Serie, zwei Folgen)
- 2005: Riot at the Rite (TV-Film)
- 2005–2007: Agatha Christie’s Marple (TV-Serie, zwei Folgen)
- 2006: Agatha Christie’s Poirot – Der Todeswirbel (TV-Serie, eine Folge)
- 2007: Confessions of a Diary Secretary (TV-Film)
- 2009: Diamonds (TV-Film)
- 2009: 31 North 62 East
- 2011: The Mapmaker (Kurzfilm)
- 2012: Lewis – Der Oxford Krimi (Lewis) (TV-Serie, eine Folge)
- 2014: Agatha Raisin (TV-Serie, eine Folge)
- 2016: Death in Paradise (TV-Serie, vier Folgen)

## Auszeichnungen
- 1992: Women in Film Craft Award[3]
- 1993: Evening Standard British Film Award in der Kategorie Beste technische oder künstlerische Leistung für Hear My Song und Secret Friends
- 1999: Irish Film and Television Award in der Kategorie Beste technische Leistung – Fernsehen für Amongst Women
- 2006: Women in Film Award für ihre Verdienste um den Film[3]
- 2010: Women’s International Film and Television Showcase Cinematographer Award[1]
- 2011: Women in Film and Television International Visionary Award für ihre Kameraarbeit[1]